# Літжотжела
Літжотжела (англ. Litjotjela) — одна з місцевих громад, що розташована в районі Лерібе, Лесото. Населення місцевої ради у 2006 році становило 21 383 особи.